# JDiskReport
JDiskReport est un logiciel gratuit de maintenance du PC destiné à analyser la consommation d'espace-disque du PC afin de détecter les fichiers et dossiers gros consommateurs d'espace.
Développé par le programmeur allemand Karsten Lentsch, pour Windows, Mac OS, Linux et d'autres plateformes, il requiert Java et est disponible uniquement en anglais. Il constitue un bon exemple d'application Java Web Start (JWS). 
JDiskReport a reçu du site spécialisé Gizmo's Freeware une note de 4 sur 5 lors d'une revue de 8 logiciels gratuits d'analyse de l'espace disque, intitulée Best Free Disk Space Analyzer.

## Fonctionnalité principale
La fonctionnalité principale de JDiskReport consiste à visualiser la consommation d'espace-disque sur le PC.
Le logiciel scanne l'arborescence sélectionnée par l'utilisateur et présente les résultats dans les deux onglets « Size » et « Top 50 ».
L'onglet « Size » représente l'espace-disque consommé par les dossiers et fichiers de cette arborescence sous plusieurs formes graphiques,, :
- diagramme circulaire ou en forme de tarte (« pie chart »)
- histogramme (« bar chart »)
- « ring chart » (multilevel pie chart)

Dans chacun de ces graphiques, on peut cliquer sur un secteur particulier pour en explorer les niveaux inférieurs, à la recherche par exemple d'un fichier gros consommateur d'espace-disque.
L'onglet « Top 50 » présente la liste des 50 fichiers les plus lourds présents dans l'arborescence sélectionnée.

## Autres fonctionnalités
JDiskReport offre quelques statistiques supplémentaires :
- onglet « Size Dist » : nombre de mégaoctets par classe de taille des documents

0 -1 ko, 1 - 4 ko, 4 - 16 ko, 16 - 64 ko, 64 - 256 ko, 256 ko - 1 Mo, 1 - 4 Mo, 4 - 16 Mo, 16 - 64 Mo, 64 - 256 Mo, 256 Mo - 1 Go, 1 - 4 Go, 4 - 16 Go, plus de 16 Go
- onglet « Modified »[6] : nombre de mégaoctets par classe de date de dernière modification :

aujourd'hui, hier, 1 - 7 jours, 8 - 30 jours, 31 - 90 jours, 91 - 180 jours, 181 - 365 jours, 1 - 2 ans, 2 - 3 ans, 3 - 5 ans, 6 - 10 ans, plus de 10 ans.
- onglet « Types » : nombre de mégaoctets par type de document

pdf, jpg, ex, odt, doc, mp3, rtf...
Ces statistiques sont disponibles sous forme de pie chart, de bar chart ou de tableau.